# Esther Stam
Esther Stam (gruz. ესტერ სტამი, Ester Stami; ur. 11 marca 1987 w Zutphen) – gruzińska judoczka pochodzenia holenderskiego, olimpijka, medalistka mistrzostw Europy.

## Reprezentacja Holandii
Esther Stam  jest kilkukrotną medalistą mistrzostw Holandii seniorów, juniorów i kadetów. Pierwszy, brązowy medal w kategorii seniorów do 63 kg zdobyła w 2003 roku. W 2013 została mistrzynią tego kraju w kategorii do 70 kg.
Jest mistrzynią Europy kadetów z 2002 i 2003 roku do 63 kg.
W 2007 podczas odbywających się w Salzburgu mistrzostw Europy U-23 zdobyła złoty medal w kategorii do 63 kg. Cztery lata później, na letniej uniwersjadzie 2011 w Shenzhen została mistrzynią w tej samej kategorii wagowej.

## Reprezentacja Gruzji
Na igrzyska olimpijskie każdy kraj może wysłać po jednym reprezentancie w każdej z kategorii wagowych. O miejsce w reprezentacji w kategorii do 70 kg konkurowała z Kim Polling. Zdecydowała się reprezentować inny kraj. Gruzini trenujący na co dzień z Esther klubie Kenamju, w Haarlem wskazali na szansę reprezentowania ich kraju.
Esther Stam już jako reprezentantka Gruzji wystąpiła na  mistrzostwach Europy w Judo 2016 w Kazaniu. Wygrywała pojedynki kolejno z Roxane Taeymans, Laurą Vargas Koch, Szabiną Gercsák i Fanny Posvite. W walce o złoto przegrała z francuską Gévrise Émane. Dzięki zdobyciu srebrnego medalu zakwalifikowała się na igrzyska.
Reprezentująca Gruzję na odbywających się w Londynie letnich igrzyskach olimpijskich 2016 Stam wystąpiła w kategorii do 70 kg. W pierwszej rundzie pokonała reprezentantkę Mongolii Tsend-Ayushiin Naranjargal. W kolejnej rundzie uległa reprezentującej Kanadę Kelicie Zupancic czym zakończyła swój udział w igrzyskach.
We wrześniu 2017 ogłosiła zakończenie sportowej kariery.